# Дрейф (ныряние)
Дрейф также Дрифт (нидерл. drijven, «плавать», англ. drift, «дрейф») — тип рекреационного дайвинга, характеризующийся погружением в районе, с достаточно сильным течением (или течениями). Течение делает дрейф более опасным по сравнению с обычными погружениями, так как поток воды может унести ныряльщиков в открытое море быстро и незаметно. В связи с этим необходимо иметь команду обеспечения на быстроходной лодке, иметь представление о направлении течений в месте погружения, иметь в наличии буй. Достоинством дрейфа является то, что для перемещения под водой можно использовать силу течения, за счёт чего экономятся силы и запас воздуха.